# Palmera (raza ovina)
La oveja palmera es una raza ovina autóctona del La Palma, Canarias, España. Se encuentra en serio peligro de extinción, no sobrepasando su población los cien ejemplares.

## Origen
Algunos autores sostienen que el origen de esta raza está en animales llegados desde el Norte de la península ibérica, posiblemente de Galicia. Por sus características morfológicas y fanerópticas, queda encuadrada en el tronco churro.

## Características de la raza
Es un animal armónico, rústico, perfectamente adaptado al medio. Es de proporciones sublongilíneas-mediolíneas y con tendencia a la elipometría. Son de capa blanca uniforme, sin manchas. Pueden aparecer pigmentaciones muy pequeñas en la cabeza. El peso varía entre los 45 kg de las hembras y los 55 de los machos, que poseen cuernos en espiral como únicos rasgos de dimorfismo sexual.
Tradicionalmente su interés principal radicaba en la producción de lana, con la que se confeccionaban telas y prendas de vestidos. Su presencia en el campo palmero se ha visto considerablemente reducida por la llegada de fibras sintéticas y la importación de ovejas, más productivas en leche, procedentes de otras islas. En la actualidad la escasa cabaña se dedica principalmente a la carne de cordero, de gran calidad.